# Fränk Schleck
Fränk Schleck (ur. 15 kwietnia 1980) – luksemburski kolarz szosowy. Jest starszym bratem Andy’ego Schlecka. Ich ojciec, Johny Schleck również był kolarzem, jeździł w latach 1965-1974.

## Kariera
Fränk Schleck rozpoczynał karierę w amatorskich drużynach, najpierw było to ACC Cotern, a następnie w roku 2000 De Nardi-Pasta Montegrappa. Następnie był w Festinie, Chateauroux i CSC-Tiscali. W 2003 podpisał profesjonalny kontrakt z Team CSC. Przed sezonem 2005 ściągnął do swojego zespołu brata Andy’ego. Podczas mistrzostw swojego kraju Andy wygrał czasówkę, a Fränk cały wyścig.
Fränk pokazał swoje możliwości już podczas igrzysk olimpijskich w Sydney, gdzie zajął 16. miejsce. Następnie pokazał się z dobrej strony podczas Mistrzostw Zurychu, gdzie uległ Paolo Bettiniemu. Z dobrej strony pokazał się również podczas Giro dell’Emilia, jak i Giro di Lombardia. W tym samym sezonie zajął 13. miejsce w klasyfikacji Pro Touru.
W 2006 Schleck był piąty w Paryż-Nicea. Podczas wyścigu Vuelta al País Vasco miał upadek, ale powrócił w wielkim stylu na Amstel Gold Race, który wygrał. W Walońskiej Strzale zajął 4. miejsce, a w Liège-Bastogne-Liège był 7. Podczas Tour de France wygrał jeden z górskich etapów. Był to najbardziej prestiżowy etap, który wiódł pod L’Alpe d’Huez, gdzie odjechał od Damiano Cunego na 1,5 km do mety. Sezon 2006 zakończył na trzeciej pozycji w klasyfikacji generalnej UCI ProTour. Wyprzedzili go tylko dwaj Hiszpanie: Alejandro Valverde i Samuel Sánchez.
Na 3. etapie Tour de France 2010, prowadzącym z Wanze do Arenberg Porte du Hainaut i wiodącym po bruku, na 26 kilometrów przed metą uczestniczył w kraksie, w której złamał obojczyk. Niestety musiał wycofać się z dalszej jazdy w Tour de France.
Podczas Tour de France 2012 kontrola dopingowa wykazała obecność w pobranej 14 lipca próbce zakazanego środka farmakologicznego – ksypamidu. Jest to związek z grupy diuretyków, znajdujący się na liście zakazanych środków. Kilkanaście minut po ogłoszeniu przez UCI wyniku badania grupa kolarza wycofała go z wyścigu. W styczniu 2013 luksemburska agencja antydopingowa zawiesiła Schlecka na rok, począwszy od dnia wykrycia w jego krwi ksypamidu, czyli do 13 lipca 2013. Pod koniec okresu zawieszenia, 4 lipca 2013 grupa RadioShack-Leopard poinformowała, że nie odnowi kontraktu z Fränkiem Schleckiem, pozostawiając go tym samym bez drużyny.

## Najważniejsze zwycięstwa i sukcesy
2005
- 1. miejsce w mistrzostwach Luksemburga (start wspólny)
- 2. miejsce w Mistrzostwach Zurychu
- 3. miejsce w Giro di Lombardia
- 4. miejsce w Tour de Suisse
- 7. miejsce w Paryż-Nicea

2006
- 1. miejsce w Amstel Gold Race
- 4. miejsce w La Flèche Wallonne
- 7. miejsce w Liège-Bastogne-Liège
- 10. miejsce w Tour de France
  - 1. miejsce na 15. etapie (Gap – L’Alpe d’Huez)

2007
- 8. miejsce w Paryż-Nicea
- 3. miejsce w Liège-Bastogne-Liège
- 1. miejsce w Giro dell’Emilia
- 2. miejsce w Coppa Sabatini
- 1. miejsce na 4. etapie Tour de Suisse

2008
- 1. miejsce w mistrzostwach Luksemburga (start wspólny)
- 5. miejsce w Tour de France
  - koszulka lidera przez 2 etapy
- 2. miejsce w Amstel Gold Race
- 3. miejsce w Liège-Bastogne-Liège

2009
- 2. miejsce w Paryż-Nicea
- 1. miejsce w Tour de Luxembourg
  - 1. miejsce na 3. etapie
- 1. miejsce na 8. etapie Tour of California
- 5. miejsce w Tour de France
  - 1. miejsce na 17. etapie

2010
- 1. miejsce w mistrzostwach Luksemburga (start wspólny)
- 5. miejsce w Vuelta a España
- 1. miejsce w Tour de Suisse
  - 1. miejsce na 3. etapie
- 2. miejsce w Tour de Luxembourg
  - 1. miejsce na 2. etapie

2011
- 1. miejsce w Critérium International
  - 1. miejsce na 1. etapie
- 1. miejsce w mistrzostwach Luksemburga (start wspólny)
- 3. miejsce w Tour de France
- 2. miejsce w Liège-Bastogne-Liège

2012
- 2. miejsce w Tour de Suisse
- 3. miejsce w Tour de Luxembourg

2014
- 1. miejsce w mistrzostwach Luksemburga (start wspólny)

2015
- 1. miejsce na 16. etapie Vuelta a España

### Starty w Wielkich Tourach
| Grand Tour | 2005 | 2006 | 2007 | 2008 | 2009 | 2010 | 2011 | 2012 | 2013 | 2014 | 2015 | 2016 |
| ---------- | ---- | ---- | ---- | ---- | ---- | ---- | ---- | ---- | ---- | ---- | ---- | ---- |
| Giro       | 42   | –    | –    | –    | –    | –    | –    | DNF  | –    | –    | –    | –    |
| Tour       | –    | 10   | 16   | 5    | 4    | DNF  | 3    | DNF  | –    | 12   | –    | 34   |
| Vuelta     | –    | –    | –    | –    | DNF  | 4    | –    | –    | –    | –    | 24   | –    |